# J. Arch Getty
John Archibald Getty III (30 de noviembre de 1950-19 de mayo de 2025) fue un historiador estadounidense y profesor de la Universidad de California, Los Ángeles (UCLA), especializado en la historia de Rusia y la historia de la Unión Soviética.

## Vida y carrera
Getty nació en Luisiana y creció en Oklahoma. Recibió su título de Licenciado en Artes de la Universidad de Pensilvania en 1972 y su Ph.D.deL Boston College en 1979. Getty fue profesor en la Universidad de California, Riverside, antes de mudarse a la UCLA. Getty es un Becario John Simon Guggenheim, Research Fellow de la Universidad Estatal Rusa de Humanidades (Moscú) y ha sido Senior Fellow del Instituto Harriman (Universidad de Columbia) y del Centro Davis (Universidad de Harvard). Fue académico visitante sénior en la Academia de Ciencias de Rusia en Moscú.

## Investigación, ideas y debates
La sovietología académica después de la Segunda Guerra Mundial y durante la Guerra Fría estuvo dominada por el "modelo totalitario" de la Unión Soviética, enfatizando la naturaleza absoluta del poder de Iósif Stalin. La "escuela revisionista" que comenzó en la década de 1960 se centró en instituciones relativamente autónomas que podrían influir en la política al más alto nivel. Matt Lenoe describió la "escuela revisionista" como representante de aquellos que "insistían en que la vieja imagen de la Unión Soviética como un estado totalitario empeñado en dominar el mundo era demasiado simplificada o simplemente errónea. Tendían a estar interesados en la historia social y a argumentar que la la dirección del Partido Comunista tuvo que adaptarse a las fuerzas sociales". Getty fue uno de varios historiadores de la "escuela revisionista" que desafió el enfoque tradicional de la historia soviética, como lo describe el politólogo Carl Joachim Friedrich, que afirmó que la Unión Soviética era un sistema totalitario, con el culto a la personalidad y poderes casi ilimitados de un "gran líder" como Stalin.
En Origins of Great Purges, un libro publicado en 1985, Getty dijo que el sistema político soviético no estaba completamente controlado desde el centro y que Stalin solo respondía a los eventos políticos a medida que surgían. El libro fue un desafío a las obras de Robert Conquest y parte de los debates entre el "modelo totalitario" y la "escuela revisionista" de la Unión Soviética. En un apéndice del libro, Getty también cuestionó los hallazgos publicados anteriormente de que Stalin organizó él mismo el asesinato de Serguéi Kirov para justificar su campaña de Gran Purga. Getty vio el gobierno de Stalin como dictatorial pero no totalitario porque este último exigía una eficacia administrativa y tecnológica que no existía.
Los historiadores del "modelo totalitario" objetaron a la "escuela revisionista" de historiadores como Getty como una apología de Stalin y los acusaron de minimizar el terror estalinista. Lenoe respondió que "Getty no ha negado la responsabilidad final de Stalin por el Terror, ni es un admirador de Stalin". Durante los debates de la década de 1980, el uso de fuentes de la emigración y la insistencia en la autoría de Stalin del asesinato de Kirov se incrustaron en la posición de las dos partes. En una revisión del trabajo de Conquest sobre la hambruna soviética de 1932-1933, especialmente La cosecha del dolor, Getty escribió que Stalin y el Politburó soviético desempeñó un papel importante, pero "hay mucha culpa para repartir. Debe ser compartida por las decenas de miles de activistas y funcionarios que llevaron a cabo la política y por los campesinos que optaron por sacrificar animales, quemar campos y boicotear los cultivos en protesta."
En una reseña de 1987 para la London Review of Books (LRB) sobre el trabajo de Conquest, Getty escribió: "La hipótesis, las fuentes y la evidencia de Conquest no son nuevas. De hecho, él mismo expuso su punto de vista por primera vez hace dos años en un trabajo patrocinado por el American Enterprise Institute. Sin embargo, la historia de la hambruna intencional ha sido un artículo de fe para los emigrados ucranianos en Occidente desde la Guerra Fría... El libro de Conquest otorgará así cierta credibilidad académica a una teoría que no ha sido generalmente aceptada por los no-eruditos partidistas fuera de los círculos de las nacionalidades exiliadas. En el clima político conservador de hoy, con su discurso del 'imperio del mal', estoy seguro de que el libro será muy popular". En el mismo artículo LRB, Getty dio su interpretación de los hechos, que está en línea con el enfoque de abajo hacia arriba de la "escuela revisionista".
Con la disolución de la Unión Soviética y la publicación de los archivos soviéticos, parte del debate ha desaparecido, ya que el "modelo totalitario" y la escuela "revisionista" se fusionaron con el "postrevisionismo" como síntesis. Getty fue uno de los historiadores occidentales más activos en la investigación de los archivos junto con Lynne Viola. Un estudio de 1993 de datos de archivo realizado por Getty et al. mostró que un total de 1.053.829 personas murieron en el Gulag entre 1934 y 1953. En un estudio de 1993, Getty escribió que la apertura de los archivos soviéticos ha reivindicado las estimaciones más bajas presentadas por los eruditos de la "escuela revisionista". Pocos se oponen al análisis de Getty, que ha ganado aceptación, de la voluntad y el poder de resistencia de la sociedad en general, con un grado de autonomía para la burocracia y otros grupos profesionales en oposición al poder central soviético, sobre el totalitarismo a través de sistemas jerárquicos unilaterales y procesos en los que un liderazgo despótico ejerció la violencia sobre una población pasiva, también indefensa. Su análisis de Stalin como alguien poderoso pero que tenía que trabajar dentro de una serie de intereses y poderes en competencia, un ser mortal cruel pero ordinario, que no era omnipotente ni un maestro planificador, ha sido descrito como una representación del mal banal descrito por Hannah Arendt.

## Obras publicadas

### Libros
- Getty, J. Arch; Manning, Roberta Thompson, eds. (1993). Stalinist Terror: New Perspectives. Cambridge University Press. ISBN 0-521-44670-8.
- Getty, J. Arch; Naumov, Oleg V. (1993). The Central Party Archive: A Research Guide. Center for Russian and East European Studies at the University of Pittsburgh. ISBN 99944-868-6-1
- Getty, J. Arch (1996) [1985]. Origins of the Great Purges: The Soviet Communist Party Reconsidered, 1933–1938 (9th reprint ed.). Cambridge University Press. ISBN 0-521-33570-1.
- Getty, J. Arch; Naumov, Oleg V. (1999). The Road to Terror: Stalin and the Self-Destruction of the Bolsheviks, 1932–1939. Yale University Press. ISBN 0-300-09403-5.
- Getty, J. Arch (2008). Stalin's "Iron Fist:" The Times and Life of N. I. Yezhov. Yale University Press. ISBN 0-300-09205-9.
- Getty, J. Arch (2013). Practicing Stalinism: Bolsheviks, Boyars, and the Persistence of Tradition. Yale University Press. ISBN 0-300-16929-9.

### Artículos
- Getty, J. Arch (January 1986). "Trotsky in Exile: The Founding of the Fourth International". Soviet Studies. XXXVIII (1): 24–35.
- Getty, J. Arch; Ritterspon, Gabor T.; Zemskov, Viktor N. (October 1993). "Victims of the Soviet Penal System in the Prewar Years: A First Approach on the Basis of Archival Evidence". The American Historical Review. 98 (4): 1017–1049.
- Getty, J. Arch (1998). "Afraid of Their Shadows: The Bolshevik Recourse to Terror, 1932–1938". In Hildermeier, Manfred; Mueller-Luckner, Elisabeth, eds. Stalinismus vor dem Zweiten Weltkrieg. Neue Wege der Forschung [Stalinism before the Second World War (New Avenues of Research)]. De Gruyter Oldenbourg.
- Getty, J. Arch (January 1999). "Samokritika Rituals in the Stalinist Central Committee, 1933–1938". The Russian Review. 58 (1): 49–70.
- Getty, J. Arch (2000). "Mr. Ezhov Goes to Moscow: The Rise of a Stalinist Police Chief". In Husband, William, ed. The Human Tradition in Modern Russia. Rowman & Littlefield. pp. 157–174.
- Getty, J. Arch (January 2002). "'Excesses Are not Permitted:' Mass Terror Operations in the Late 1930s and Stalinist Governance". The Russian Review. 16 (1): 112–137.
- Getty, J. Arch (2005). "Stalin as Prime Minister: Power and the Politburo". In Davies, Sarah; Harris, James, eds. Stalin: A New History. Cambridge University Press. pp. 83–107.